# Chorasan

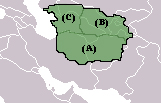
Chorasan (A), Chorezm (C) i Mawarannahr (B) w średniowieczu

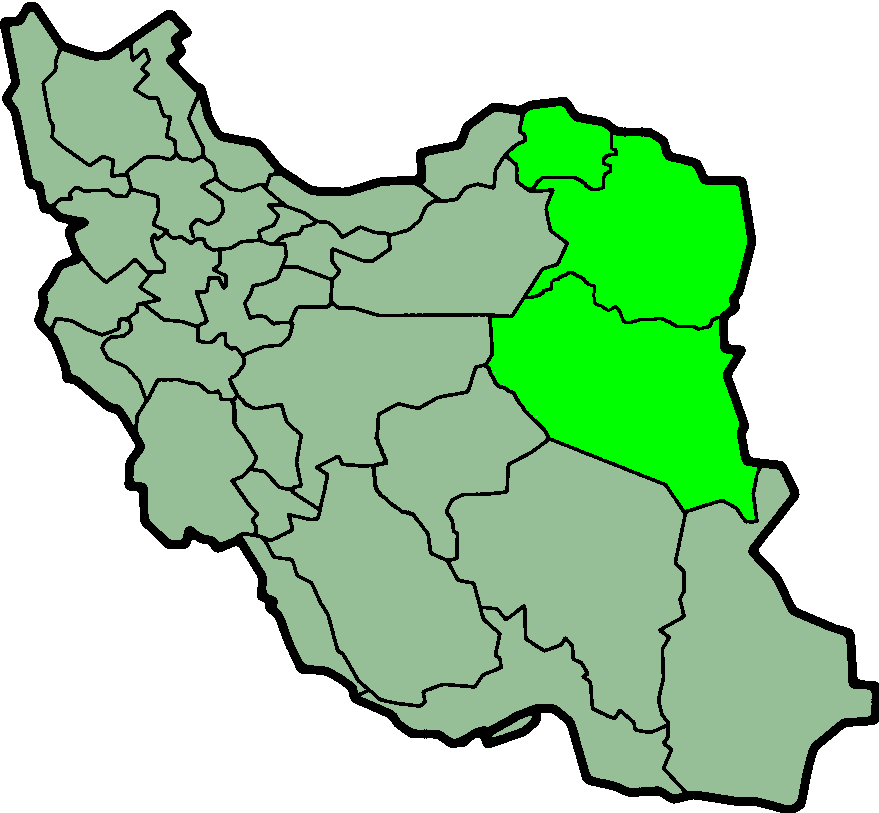
Irańska prowincja Chorasan przed rokiem 2004

Chorasan (pers: خراسان) – kraina historyczna w Azji Środkowej, położona na terenie dzisiejszego wschodniego Iranu, zachodniego i środkowego Afganistanu oraz częściowo na terytorium Tadżykistanu, Turkmenistanu i Uzbekistanu. Nazwa krainy pochodzi od perskiego słowa oznaczającego „skąd słońce przybywa” i znana jest od czasów panowania Sasanidów.
W okresie współczesnym nazwę Chorasan nosiła także największa z prowincji Iranu, która 29 września 2004 została podzielona na trzy odrębne jednostki administracyjne: Chorasan Północny, Chorasan-e Razawi i Chorasan Południowy.
W sierpniu 1968 i wrześniu 1978 region został nawiedzony przez potężne trzęsienia ziemi, w których zginęło odpowiednio 12 000 i 25 000 ludzi.